# Louie Hinchliffe
Louie Hinchliffe (* 18. Juli 2002 in Sheffield) ist ein britischer Leichtathlet, der sich auf den Sprint spezialisiert hat. 2024 gewann er mit der britischen 4-mal-100-Meter-Staffel die Bronzemedaille bei den Olympischen Spielen in Paris.

## Sportliche Laufbahn
Erste internationale Erfahrungen sammelte Louie Hinchliffe im Jahr 2021, als er bei den U20-Europameisterschaften in Tallinn mit 21,76 s im Halbfinale im 200-Meter-Lauf ausschied. Im Jahr darauf zog er in die Vereinigten Staaten und begann ein Studium an der Washington State University. Jedoch wechselte er im Jahr darauf an die University of Houston und wurde 2024 NCAA-Collegemeister im 100-Meter-Lauf. Anschließend schied er bei den Olympischen Sommerspielen in Paris mit 9,97 s im Halbfinale über 100 Meter aus und gewann mit der britischen 4-mal-100-Meter-Staffel in 37,61 s gemeinsam mit Jeremiah Azu, Nethaneel Mitchell-Blake und Zharnel Hughes die Bronzemedaille hinter den Teams aus Kanada und Südafrika.
2024 wurde Hinchliffe britischer Meister im 100-Meter-Lauf.

## Persönliche Bestzeiten
- 100 Meter: 9,95 s (+0,2 m/s), 7. Juni 2024 in Eugene
  - 60 Meter (Halle): 6,60 s, 25. Februar 2023 in Seattle
- 200 Meter: 21,26 s (+1,4 m/s), 3. Juli 2021 in Manchester